# Манастир Липовац
Манастир Липовац је женски манастир налази се недалеко од Алексинца код истоименог села и припада Епархији нишкој Српске православне цркве. Представља непокретно културно добро као споменик културе од великог значаја.
Старешина манастира је игуманија Ирина (Јовановић), са сестринством на челу од 2021. године. Духовник манастира је јеромонах Евстатије Бабић.

## Прошлост
Подигнут је у другој половини 14. века на извору Санстефанске реке, код стене Лесковик на којој се налазио утврђени град. Првобитно је црква подигнута као придворна црква непознатог локалног великаша (велможе). Он је са породицом сахрањен у њеном југозападном делу, у богато обдареним гробницама. Првобитно је манастирска богомоља била посвећена Св. архиђакону Стефану.
Крајем века, монах Герасим је 1399. године цркви доградио нартекс и живописао га. Црква је тада претворена у манастир, чијем властелинству су српски кнезови Стефана и Вук Лазаревић додали и неке своје винограде.
Током отоманског доба, манастир Липовац се помиње у њиховим дефтерима. Његова унутрашњост је поново живописана крајем XV века и делови тог сликарства се данас могу видети на пандатифима и куполном тамбуру.
У 19. веку, манастирски комплекс је добио нов конак, који је подигнут северозападно од саме цркве, којој је 1938. године на западној страни дозидана кула звонара великих димензија. Том приликом је руски сликар из Молдавије Иван Дикин осликао целокупну унутрашњост манастирске цркве.

## Изглед манастирске цркве
Сама црква има основу триконхоса са куполом, а касније су јој на западној страни дограђени нартекс (1399) и велики звоник (1938). године. Раније је њен храмовни светац био свети Стефан, а данас је посвећена Преображењу Господњем.

## Заштитни радови
Заштитни радови на црквеној архитектури су обављени у мањој мери 1953. године. Касније су уследили радови на археолошком истраживању комплекса, након чега су рестаурирани црква, стари конак и велики бедем. Данас се налази под заштитом републике Србије, као споменик културе од изузетног значаја.

## Старешине манастира
- Дионисије Пантелић, (1974—2005)[4]
- Меланија Пантелић, (2005—2020)[4]
- Ирина Јовановић, (2021—тренутна)[5]

## Галерија
Црква и порта
Иконостас и фрескопис